# Thierry Moullec
Thierry Moullec est entraineur-assistant de Pierre Vincent de l'Équipe de France féminine de basket-ball. 
À ce poste il remporte le championnat d'Europe 2009 en Lettonie contre la Russie puis il atteint la finale des Jeux olympiques d'été de 2012 à Londres, contre les États-Unis où les Françaises remportent la médaille d'argent.

## Biographie
Il commence le basket à l'âge de 6 ans au club de Morlaix. 
Il entraîne, dès ses 15 ans, des équipes de jeunes du stade Morlaisien sous l’œil de son mentor Claude Le Bihan.

## Palmarès
- 2000 - Champion d'Europe avec l'équipe de France juniors masculins[1].
- 2004 - 3e au championnat d'Europe avec l'équipe de France juniors masculins[1].
- 2009 - Champion d'Europe avec l'équipe de France féminine.
- 2012 - Vice Champion Olympique avec l'équipe de France féminine
- Médaille d'argent au championnat d'Europe 2013 en France (assistant coach)